# ماري آنا كاستيس لي
ماري آنا كاستيس لي (بالإنجليزية: Mary Anna Custis Lee)‏ هي نجمة اجتماعية أمريكية، ولدت في 1 أكتوبر 1808 في مقاطعة كلارك في الولايات المتحدة، وتوفيت في 5 نوفمبر 1873 في كسينغتون في الولايات المتحدة.

## وصلات خارجية
- ماري آنا كاستيس لي على موقع الموسوعة البريطانية (الإنجليزية)